# Avia (automóviles)
No confundir con Avia, fabricante checo de aviones y automóviles.
Avia fue la marca de los vehículos comerciales construidos por Aeronáutica Industrial (AISA), una compañía del sector aeronáutico español ubicada en Cuatro Vientos en Madrid. AISA, que se había dedicado principalmente a la construcción de aviones ligeros, comenzó a finales de la década de 1950 a fabricar furgonetas ligeras, camiones y autobuses, empleando motores diésel Perkins Hispania.

## Historia

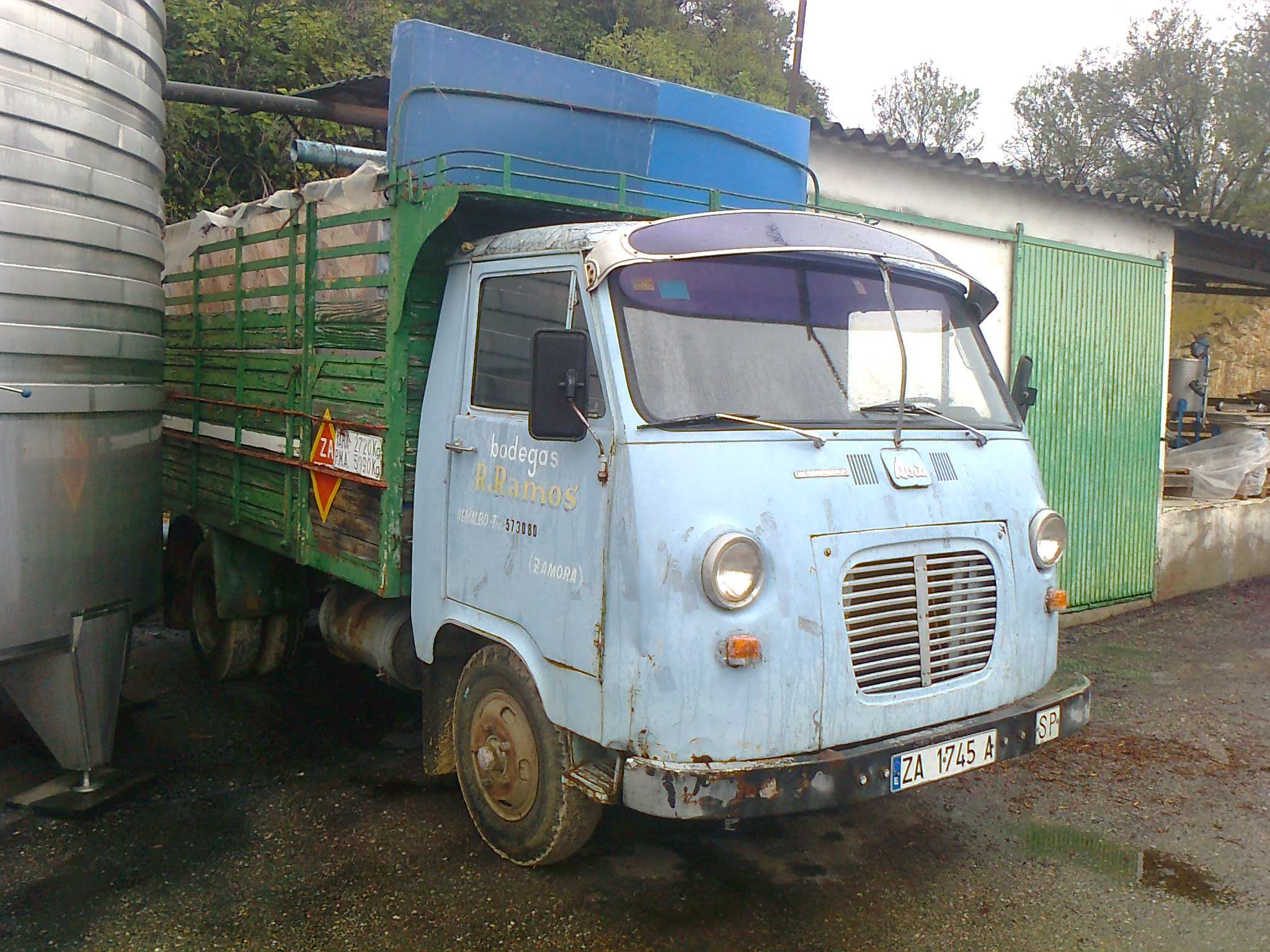
Avia 4000L (año 1972).

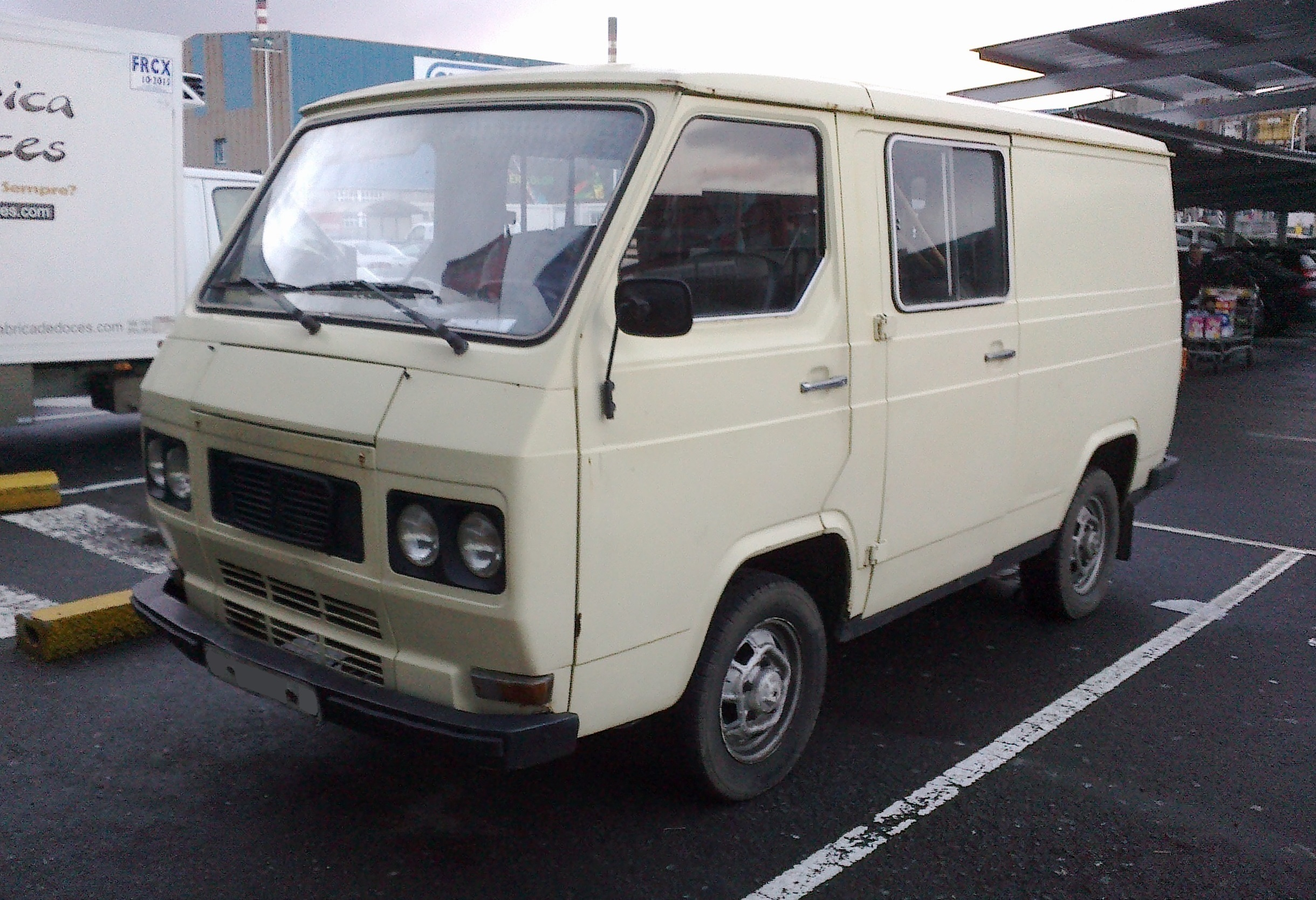
Furgoneta Avia. Este modelo, vendido con los nombres 1000, 1250 y 2000, era idéntico a las Ebro F260, F275 y F350.

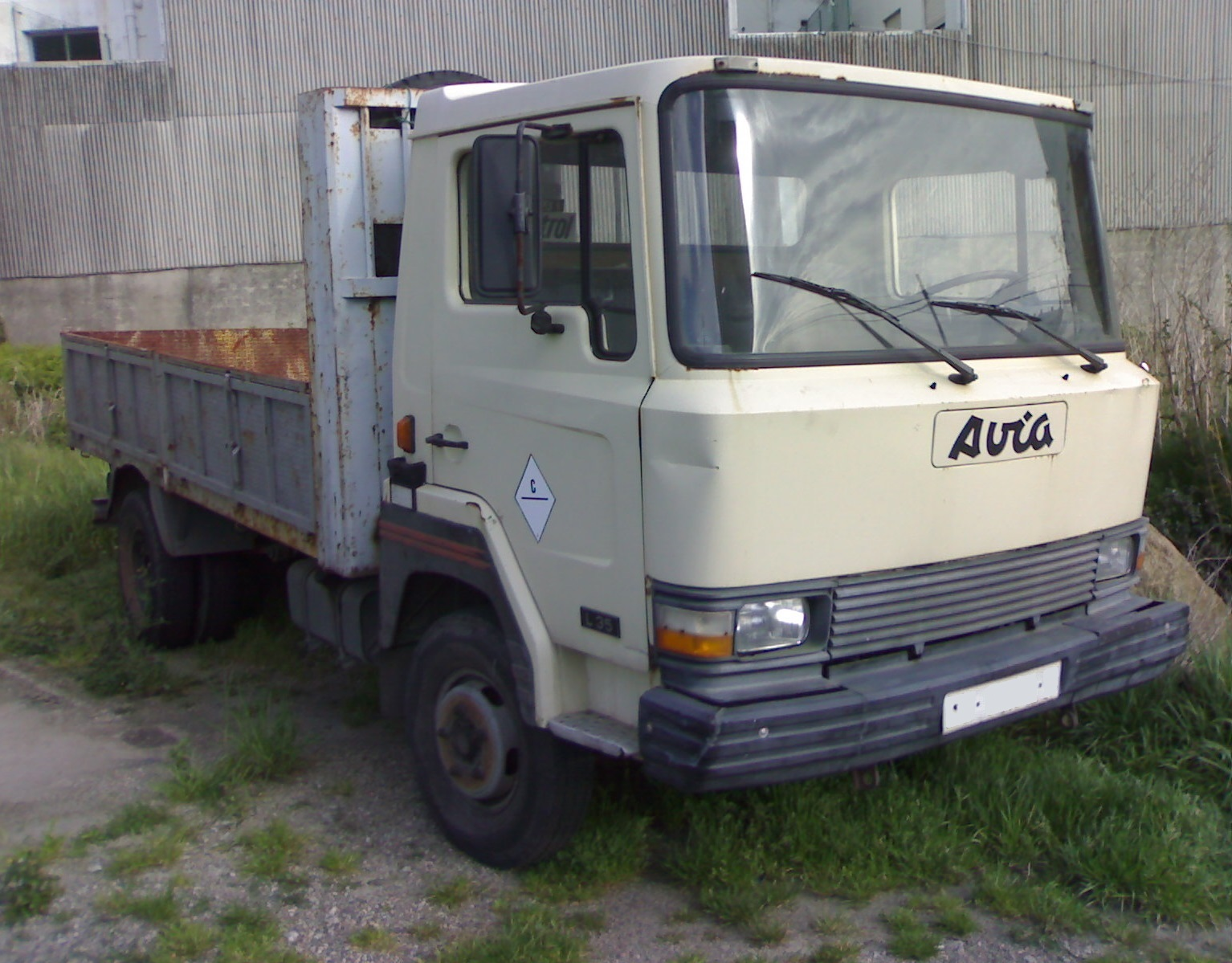
Camión Avia L35. Este modelo era idéntico a los Ebro de las series L y M.

En 1923 Jorge Loring Martínez creó en Carabanchel Alto (Madrid) la compañía Talleres J. Loring para la fabricación de material aeronáutico. En 1934 se convierte en una sociedad anónima, pasando a denominarse Aeronáutica Industrial S.A. (AISA), dedicándose a construir aviones de entrenamiento bajo licencia Fokker para el ejército de la República además de diferentes versiones de autogiro de Cierva Autogiro Company. Durante la Guerra Civil se trasladó provisionalmente a Alicante. Al acabar la contienda volvió a Carabanchel y siguió construyendo avionetas con motores de ENMASA.
En 1957, aprovechando el auge de la fabricación de vehículos de dos, tres y cuatro ruedas, comienza la producción de vehículos industriales que llevarán el nombre comercial de AVIA, creando una sección dedicada a la construcción de motocarros, con un capital social de 42 millones de pesetas aunque sin abandonar nunca la rama aeronáutica.
El primer vehículo comercial fue el motocarro Avia 200, que iba equipado con el motor Hispano Villiers de 197 c.c. de 8,4 CV, frenos hidráulicos traseros y hasta 500 kg de capacidad de carga. Estuvo en producción hasta 1963 en multitud de versiones, en función de su cometido.
En 1960 presentó en la Feria de Muestras de Barcelona el prototipo de su primer camión ligero: el Avia 2500, que entró en producción en 1961 con un motor Perkins de 61 CV. La cabina fue diseñada por el carrocero Pedro Serra y construida por Bosuga. Para este proyecto AISA contó con el asesoramiento del Departamento Técnico de ENASA-Pegaso, pues el INI tenía un 33% de participación en AISA.
En 1962 siguió el Avia 3500 con motor Perkins de 68 CV y 4192cc y en 1964 el microbús Avia para 15 pasajeros más conductor. Desde este año también se fabrican bajo licencia en Setúbal (Portugal) por SODAG. La gama se va ampliando y, con la aparición del 6500, ya en 1969 se producen modelos de 1500, 2500, 3500, 4000 y 6500 kg de carga útil. En 1973 aparece un modelo de 7000 kg. Los modelos de Avia son apreciados por los consumidores por tener unos acabados superiores a los de la competencia.
A mediados de los setenta, sin dejar la construcción de camiones, el interés de AISA se centra en la mejora de sus autobuses, llegando a construirlos de 40 plazas. Para ello se asocia con Motor Ibérica, fabricante de los vehículos comerciales Ebro, su principal competidor, pero a la vez suministrador de motores y cabinas, y gradualmente se fue convirtiendo en una simple segunda marca de Ebro, vendiéndose sus modelos en concesionarios independientes. Cuando Nissan Motors compró Motor Ibérica en los años 80, la marca Avia desapareció de los planes de la nueva dirección y el último camión con marca Avia fue vendido en 1984.
Una de las aplicaciones más interesantes de los camiones Avia fue el camión de bomberos Avia-Deutz fabricado por la subsidiaria española de Klöckner Humbolt Deutz. Basado en un chasis Avia 3500L, tenía un motor Deutz refrigerado por aire y equipamiento antiincendios Magirus.
El interés despertado en 1962 por el Avia 3500 y, posteriormente, el 6500, que llevaba motor Perkins, llevó a la empresa a la fabricación de autocares más cómodos y de mayor capacidad.
Existe una segunda marca europea llamada Avia, con motor Cummins, perteneciente al Grupo Hinduja. En España, la comercialización se lleva a cabo a través de Avia-Trucks Ibérica. Para evitar confusiones, en mercados a los que exportaba la Avia española, sus modelos se vendían bajo la marca Alas.

## Modelos
- 50S
- Serie 1000
- Serie 2000
- Serie 3000
- Serie 4000
- Serie 5000
- Serie 6000
- Serie 7000
- Serie 8000

### Prototipos
- Avia Tudor (1977)